# Hermann Kleen
Hermann Kleen (* 5. September 1956 in Nortmoor) ist ein bremischer Politiker (SPD). Er war von 1995 bis 2007 Abgeordneter der Bremischen Bürgerschaft und vom Juli 2007 bis zum Juli 2015 Sprecher des Senats der Freien Hansestadt Bremen.

## Biografie

### Ausbildung und Beruf
Nach dem Abitur war er 1976 bis 1981 zunächst als Volontär und später als Lokalredakteur tätig. Von 1981 bis 1986 studierte er Rechtswissenschaft an der Universität Osnabrück und schloss das Studium mit dem Ersten juristischen Staatsexamen ab. Von 1986 bis 1989 war er wissenschaftlicher Mitarbeiter an der Universität in Osnabrück. Hieran schloss sich bis 1992 eine Tätigkeit beim Bremischen Senator für Inneres und anschließend in der Verwaltung der Bremischen Bürgerschaft, bis er 1995 Abgeordneter in der Bürgerschaft wurde. In der Verwaltung der Bremischen Bürgerschaft war er davor Abteilungsleiter Presse- und Öffentlichkeitsarbeit (Pressesprecher). Nach seiner Zeit als Senatssprecher wurde er im November 2015 Leiter der Abteilung Organisationskommunikation der Bürgerschaft.

### Politik
Er war seit dem 8. Juni 1995 Mitglied der Bürgerschaft. In der Bürgerschaft war er unter anderem in den folgenden Ausschüssen vertreten: Betriebsausschuss Gebäude- und Technikmanagement, Kontrollausschuss nach dem Polizeigesetz, Landesbeirat für Sport, Nichtständiger Ausschuss „Überprüfung einer Wahlrechtsnovellierung im Land Bremen“, Parlamentarische Kontrollkommission, Rechtsausschuss, Untersuchungsausschuss zur Aufklärung von mutmaßlichen Vernachlässigungen der Amtsvormundschaft und Kindeswohlsicherung durch das Amt für Soziale Dienste. Mit Ablauf der 16. Legislaturperiode schied Kleen aus der Bürgerschaft aus. Zeitgleich war Vorsitzender des SPD-Ortsvereins Bremen-Huchting bis 2007. Vom Juli 2007 bis zum Juli 2015 war er bei Bürgermeister Jens Böhrnsen Senatssprecher der Freien Hansestadt Bremen; sein Nachfolger wurde André Städler.

### Weitere Mitgliedschaften
Kleen ist Mitglied des Aufsichtsrats der Weserstadion GmbH.